# Max Klauß
Pour les articles homonymes, voir Klauss.

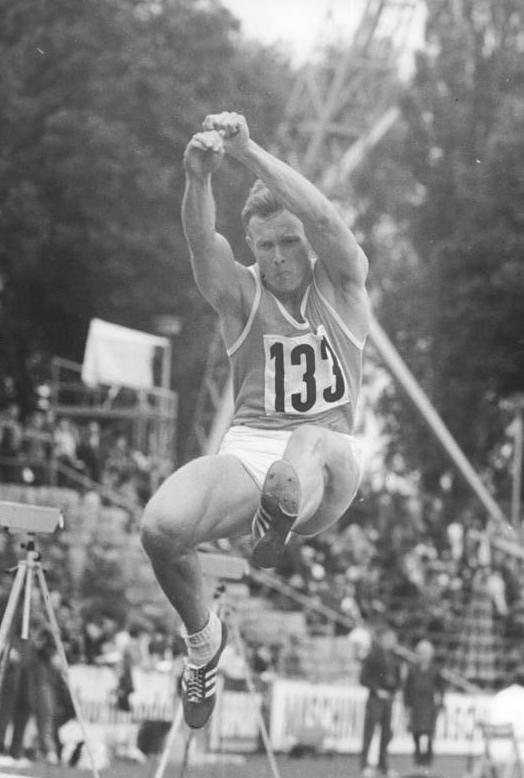
Max Klauß en 1972.

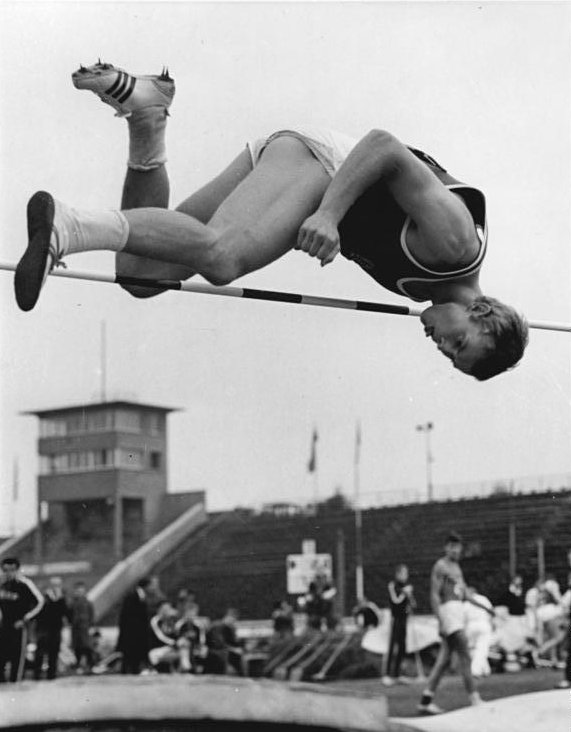
Max Klauß en 1967.

Max Klauß, né le 27 juillet 1947 à Chemnitz, est un athlète est-allemand. Dans les années 1960 et 1970, il faisait partie des meilleurs sauteurs en longueur. Son plus grand succès est son titre européen aux Championnats d'Europe de 1971.

## Palmarès

### Jeux olympiques d'été
- Jeux olympiques d'été de 1972 à Munich (Allemagne)
  - 6e au saut en longueur

### Championnats d'Europe d'athlétisme
- Championnats d'Europe d'athlétisme de 1966 à Budapest (Hongrie)
  - 4e au décathlon
- Championnats d'Europe d'athlétisme de 1969 à Athènes (Grèce)
  - 6e au saut en longueur
- Championnats d'Europe d'athlétisme de 1971 à Helsinki (Finlande)
  -  Médaille d'or au saut en longueur
- Championnats d'Europe d'athlétisme de 1974 à Rome (Italie)
  - 7e au saut en longueur

### Championnats d'Europe d'athlétisme en salle
- Championnats d'Europe d'athlétisme en salle de 1972 à Grenoble (France)
  -  Médaille d'or au saut en longueur
- Championnats d'Europe d'athlétisme en salle de 1973 à Rotterdam (Pays-Bas)
  -  Médaille d'argent au saut en longueur
- Championnats d'Europe d'athlétisme en salle de 1974 à Göteborg (Suède)
  -  Médaille de bronze au saut en longueur

### Championnats d'Europe Junior d'athlétisme
- Championnats d'Europe Junior d'athlétisme de 1966 à Odessa (URSS)
  -  Médaille d'or au saut en longueur